# Filago nevadensis
Filago nevadensis là một loài thực vật có hoa trong họ Cúc. Loài này được (Boiss.) Wagenitz & Greuter mô tả khoa học đầu tiên năm 2003.